# Седьмой сын
«Седьмо́й сын» (англ. Seventh Son) — фэнтезийный фильм режиссёра Сергея Бодрова-старшего по мотивам романа Джозефа Дилейни «Ученик Ведьмака» — первого из серии «The Wardstone Chronicles». В главных ролях — Бен Барнс, Джефф Бриджес и Джулианна Мур. Мировая премьера во Франции состоялась 17 декабря 2014 года, в России — 1 января 2015. В России фильм за два дня проката собрал 148 млн рублей.
По словам Джеффа Бриджеса, исполнившего в фильме роль ведьмака, у картины две ключевые мысли: «линия, разделяющая добро и зло, проходит внутри нас», именно поэтому «бороться со злом так трудно: никто не отрежет от себя часть собственного сердца и души».

## Сюжет

### Пролог
В прологе рыцарь по имени Грегори заключает в подземной темнице на горе некое Зло. Проходят годы, наступает Кровавая Луна и Зло, обретя силу, вырывается из темницы в виде дракона.
Тем временем звон колокола извещает молодого ученика ведьмака Уильяма Брэдли (Кит Харингтон) о наличии проблемы, требующей участия его учителя Грегори (Джефф Бриджес). Тот сначала разбирается с обидчиком в таверне, избивая его пивной кружкой, а затем проводит сеанс экзорцизма в церкви, изгоняя из девочки демона, который оказывется могущественной ведьмой Малкин, в прошлом возлюбленной Грегори (Джулианна Мур). Это её он пытался заточить навеки в темнице. Борцам с силами тьмы не удаётся убить Малкин. Когда Грегори заключает её в железную клетку, она утягивает в неё Брэдли и убивает его. Когда же он пытается её сжечь, Верховная ведьма вырывается из темницы и улетает в заброшенный храм в горах. Грегори приходится искать себе нового ученика.

### Седьмой сын
Собрав своих последователей, Малкин готовится обрушить свой страшный гнев на ничего не подозревающий мир. Только одно стоит на её пути: мастер Грегори.
На смертельной встрече старик сталкивается лицом к лицу со злом, которое, как он всегда боялся, когда-нибудь вернётся. Теперь у него есть время только до следующего полнолуния, чтобы сделать то, на что обычно уходят годы: обучить нового ученика — Тома Уорда (Бен Барнс) — сражаться с тёмной магией, отличной от любой другой. Единственная надежда человечества заключается в седьмом сыне седьмого сына.

## В ролях
- Бен Барнс — Том Уорд[10]
- Алисия Викандер — Элис[11]
- Джефф Бриджес — Мастер Грегори[12]
- Джулианна Мур — Госпожа Малкин[13]
- Кит Харингтон — Уильям Брэдли[14]
- Джимон Хонсу — Раду
- Джейсон Скотт Ли — Ураг
- Оливия Уильямс — мать Тома[15]
- Антье Трауэ — Лиззи, сестра Малкин[16]
- Джон ДеСантис — Клык

## Съёмки
Съёмки начались 19 марта 2012 года и проходили в Ванкувере и Лос-Анджелесе.
На роль Тома Уорда рассматривались Алекс Петтифер, Шайло Фернандес, Сэм Клафлин, Калеб Лэндри Джонс и Джеймс Фрешвилл. Претендентками на роль Элис были Дженнифер Лоуренс, Дианна Агрон, Имоджен Путс и Фелисити Джонс.
Бриджес настоял на том, чтобы у него в фильме был выпирающий зуб (из-за чего он шепелявил так, что некоторые сцены пришлось переозвучивать), а Джулианна Мур хотела умереть красивой.

## Музыка
Первоначально саунд для фильма должны были писать Алла Ракха Рахман и Туомас Кантелинен. Однако из-за плотного графика Рахман вынужден был отказаться от участия в проекте. В итоге, в декабре 2013 года, Кантелинен также был заменён и музыку к фильму писал композитор Марко Белтрами, известный саундами к триллерам и фильмам ужасов. 

## Сборы в прокате
Фильм провалился в прокате, не окупив расходы на его создание и продвижение.